# Potamiscus rongjingensis
Potamiscus rongjingensis is een krabbensoort uit de familie van de Potamidae. De wetenschappelijke naam van de soort is voor het eerst geldig gepubliceerd in 1990 door Dai, Chen, Liu, Luo, Yi, Liu, Gu & Liu.